# Junonia taitica
Junonia taitica är en fjärilsart som beskrevs av Hans Fruhstorfer 1912. Junonia taitica ingår i släktet Junonia och familjen praktfjärilar. Inga underarter finns listade i Catalogue of Life.